# Vanina Bilous
Vanina Bilous (Buenos Aires, 1 de julio de 1970) es una bailarina, milonguera y coreógrafa de tango argentina.
Conocida internacionalmente por sus actuaciones con el show del restaurante El Querandí, por integrar el elenco de Tango Pasión y el de Tango Argentino a fines de la década de 1980 y en su reposición en Broadway en 1999/2000, oportunidad en la que el show fue nominado a los Premios Tony. 
Formó pareja de baile primero con Alejandro Aquino y luego con Roberto Herrera, las únicas que integraron el elenco del célebre músico de tango Osvaldo Pugliese. En 2003 dejó de actuar públicamente para dedicarse con exclusividad a la enseñanza.

## Biografía
Vanina Bilous nació el 1 de julio de 1970 en el barrio de Villa Urquiza de Buenos Aires. A los 10 años comenzó a estudiar en la Escuela Nacional de Danzas y en ese camino decidió especializarse en el baile de tango, tomando clases con los principales milongueros argentinos, como Antonio Todaro, Miguel Balmaceda, Pepito Avellaneda, Juan Carlos Copes, Gloria y Eduardo Arquimbau y Gustavo Naveira y Olga Besio.
Sus primeros trabajos profesionales fueron en el programa televisivo Grandes Valores del Tango en los 1970 y luego en el musical tanguero Tango Tango en 1988, dirigido por Juan Carlos Copes.
Formó pareja de baile con Alejandro Aquino y juntos fueron seleccionados por el célebre director de orquesta de tango y compositor Osvaldo Pugliese para integrar a sus presentaciones, por primera a bailarines de tango. Cuando Bilous se separó de Aquino, luego de un periodo formó pareja de baile con Roberto Herrera, con quien volvió a actuar en las presentaciones de Pugliese y de muchos otros orquestas. Hoy en día la pareja de baile de Bilous y Herrera es considerado una de las parejas paradigmáticas en el tango, junto con Juan Carlos Copes & Maria Nieves, y Miguel Ángel Zotto & Milena Plebs.
En 1991 integró el elenco que presentó en Londres Tango Argentino de Claudio Segovia y Héctor Orezzoli, elenco que volvió a integrar en 1999/2000 cuando la obra fue repuesta en Broadway, siendo el show nominado a los Premios Tony.
En la década de 1990 integró el show del famoso restaurante de tango El Querandí junto con la direccíon artisitca de Roberto Herrera, en el barrio de San Telmo en Buenos Aires, y formó parte del elenco de Tango Pasión. En 2003 actuó en el espectáculo Danza Maligna, luego de lo cual se retiró de las actuaciones para dedicarse a la enseñanza.